# Удоды
Удоды (лат. Upupa) — род ярко окрашенных птиц, единственный в семействе удодовых (Upupidae). Обитают в Африке, Азии и Европе, известные своим отличительным «хохлом» или «короной» из перьев на голове. В род включают три ныне существующих и один вымерший вид, хотя в течение многих лет все сохранившиеся виды считались одним видом — Upupa epops. Фактически, некоторые систематики до сих пор считают все три вида подвидами одного вида. Некоторые учёные также считают африканского и евразийского удодов одним видом, но выделяют мадагаскарского удода в отдельный вид.

## Таксономия и систематика
«Upupa» и «epops» — латинское и древнегреческое названия удода соответственно; оба эти слова, как и английское («hoopoe») и русское его названия, являются звукоподражательными формами, имитирующими крик птицы.
Удодов относили к отряду ракшеобразных (Coraciiformes), который включал также зимородков, щурок и сизоворонок. Тесная связь между удодами и древесными удодами также подтвердилась общностью и уникальностью строения их слуховой косточки — стремечка. По классификации Сибли — Алквиста удоды были выделены из Coraciiformes как отдельный отряд Upupiformes. Некоторые орнитологи относили и древесных удодов к Upupiformes. Сейчас достигнуто общее согласие в том, что и удоды, и древесные удоды вместе с птицами-носорогами и рогатыми воронами составляют отряд Bucerotiformes.
Палеонтологическая летопись удодов очень неполна, самые ранние ископаемые находки относятся к четвертичному периоду. Палеонтологическая летопись их родственников старше: ископаемые древесные удоды относятся к миоцену, а птицы, принадлежащие к вымершему родственному семейству Messelirrisoridae, — к эоцену.

### Классификация
Ранее считавшийся одним видом, удод был разделён на три отдельных вида: евразийский удод, мадагаскарский удод и африканский удод. Ещё один общепризнанный отдельный вид, Upupa antaios, жил на острове Святой Елены, но вымер в XVI веке, предположительно из-за интродукции чужеродных видов.
Международный союз орнитологов относит к роду три вида, один из которых вымер:
- Upupa africana Bechstein, 1811 — Африканский удод
- † Upupa antaios Olson, 1975
- Upupa epops Linnaeus, 1758 — Удод
- Upupa marginata Cabanis & Heine, 1860 — Мадагаскарский удод

Род Upupa был описан Линнеем в его Systema naturae в 1758 году. В понимании Линнея этот род включал три других вида с длинными изогнутыми клювами: лесной ибис (ныне Geronticus eremita), клушица (ныне Pyrrhocorax pyrrhocorax),  и Upupa рaradisea. В 1789 году большой удодовый жаворонок также был описан Рене Дефонтеном как представитель этого рода — Upupa alaudipes.